# پیلیگاما
پیلیگاما (به لاتین: Piligama) یک منطقهٔ مسکونی در سری‌لانکا است که در استان مرکزی (سری‌لانکا) واقع شده‌است.